# Borovnice u Potštejna
Borovnice (deutsch Kienwald) ist eine Gemeinde in Tschechien. Sie befindet sich 12 Kilometer südlich von Rychnov nad Kněžnou und gehört zum Okres Rychnov nad Kněžnou.

## Geographie

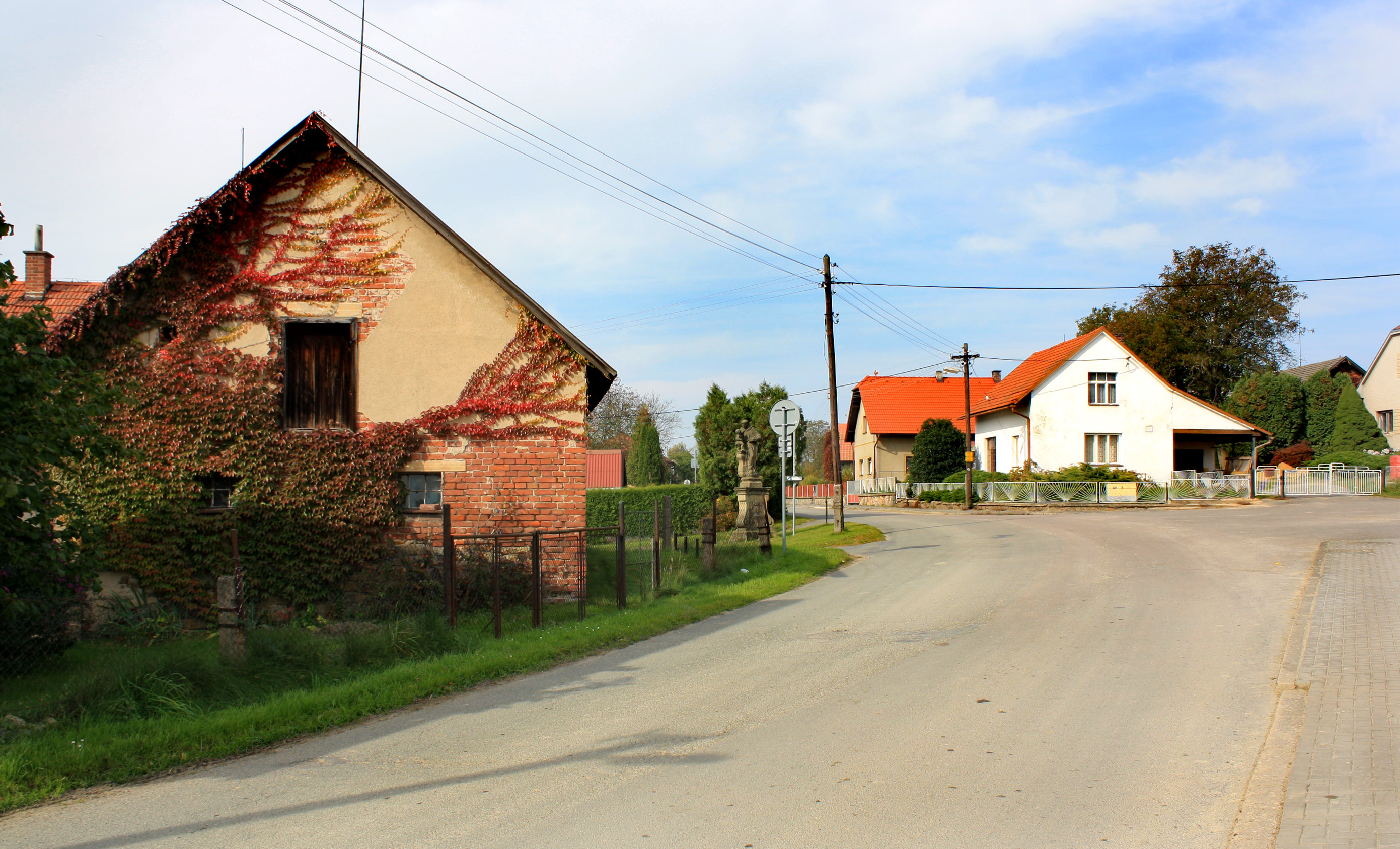
Borovnice2

Die Gemeinde liegt auf der Choceňská tabule (Chotzener Tafel) im Tal des Baches Brodec. Im Südosten des Dorfes liegt der vom Brodec gespeiste Fischteich Horní rybník (Großteich). Durch den Ortsteil Přestavlky führt die Staatsstraße 316 von Kostelec nad Orlicí nach Choceň.
Nachbarorte sind Chleny (Chlenn) im Norden, Nové Litice im Nordosten, Lhoty u Potštejna (Lhota) im Osten, Homole und V Sádkach im Südosten, Závrší, Hradiště und Koldín im Süden, Rájec im Südwesten sowie Přestavlky und Krchleby (Kirchles) im Nordwesten.

## Geschichte
Borovnice wurde 1341 erstmals als Besitz des Wenzel Zaruba Sudlitschka von Borovnice erwähnt. Wenzel verteidigte seinen Besitz in langen Kämpfen mit Ješek und Čeněk von Bothenstein, den Söhnen des Nikolaus von Bothenstein. 1480 verkaufte der Burghauptmann von Litice, Matthias Sudlitschka von Borovnice den Ort an Katharina von Pernstein. Nach 1500 erwarb Wenzel von Okrauhlik auf Groß Herrndorf das Dorf. Aus der Zeit der Herren von Okrauhlik stammt der erste Nachweis über die Wasserfeste Kienwald, die sich am Großteich befand. 1587 gelangte der Besitz durch die Heirat Katharinas von Okrauhlik an Johann den Älteren Kapoun von Swoykow. Dessen Sohn musste 1597 den Besitz wegen Überschuldung verkaufen. Danach kam es zu häufigen Besitzerwechseln. Um 1650 entstand unter Johann Peter Hober das Renaissanceschloss Kienwald, zugleich wurde die alte Feste aufgegeben. 1688 erwarb Theresia Eleonora verwitwete von Ugarte († 1705) die Herrschaft von Hober. Unter den Grafen Ugarte, deren Familienzweig 1744 im Mannesgeschlecht erlosch, wurde das Schloss im Stil des Barock umgestaltet. Nach der Ablösung der Patrimonialherrschaften wurde Kienwald 1848 eine selbstständige Gemeinde.
Bis 1945 besaßen die Fürsten von Kinsky das Schloss. Nach dem Zweiten Weltkrieg wurde das Schloss zum Sitz der landwirtschaftlichen Produktionsgenossenschaft und der Gemeindeverwaltung. Zuletzt diente das heruntergewirtschaftete Schloss als Wohnheim für Saisonarbeiter und wurde 1972 abgetragen. 1973 erfolgte auch der Abriss der Überreste der Feste.

## Gemeindegliederung
Die Gemeinde Borovnice besteht aus den Ortsteilen Borovnice (Kienwald), Homole (Rogendorf), Přestavlky (Prestawilk) und Rájec (Raitz) sowie die Einschicht Závrší.

## Sehenswürdigkeiten
- Schloss Přestavlky, 1440 als Veste erbaut und 1558 unter Nikolaus von Bubna zum Renaissanceschloss umgebaut, seit 1995 in Restitution an Josef Kinsky zurückgegeben und heute Sitz des Gemeindeamtes.
- Homol (366 m); die barocke Wallfahrtskirche der Mater Dolorosa mit 153-stufiger Freitreppe wurde zwischen 1692 und 1696 unter Theresia Eleonora von Ugarte in Homole über dem Brodec-Tal errichtet. 1703 wurde die Anlage um zwei Kapellen und 1778 um ein Beinhaus erweitert
- Überreste der Burg Dřel, südwestlich von Malá Lhota
- Barocker Speicher des vormaligen Schlosses Borovnice
- Statue des böhmischen Landesheiligen Johannes Nepomuk in Borovnice, aufgestellt 1714
- Kapelle der Jungfrau Maria von Mariazell in Borovnice
- Statue des hl. Johannes Nepomuk in Přestavlky